# FIFA 20
FIFA 20 je video igrica fudbalske simulacije koju je Electronic Arts objavio kao deo FIFA serije, 27. septembra 2019. za Windows, konzole PlayStation 4, Xbox Onе kao i za Nintendo svič. Krilni igrač Real Madrida, Belgijanac Eden Azar je na naslovnoj strani regularne edicije FIFA 20, sa Liverpulovim odbrambenim igračem, Holanđaninom, Virdžil Van Dajkom koji je na naslovnoj strani Šampionske edicije FIFA 20. Bivši igrač Real Madrida i Juventusa, Francuz, Zinedin Zidan, je na naslovnoj strani Ultimativne edicije. Ova video igrica, po prvi put ima takozvani Volta Football, koja sa tradicionalnog 11v11 fudbala, takođe omogućava mali ulični fudbal i fustal. Za ovaj mod se veruje da je nastao od bivše serije FIFA Street. Karakteristike FIFA 20 su se najviše promenile najviše zbog novog načina igre Volta Football.Tu imate više opcija: 3v3, 4v4 i 5v5, kao i sa pravim pravilima iz fustala.
Takođe, igrači mogu da biraju izgled svog avatara (pol, odeća, patike, tetovaže, kačketi…).
Prateći "The Journey" iz FIFA 17, 18 i 19, igrači mogu da imaju sličnu radnju i u VOLTA fudbalu. Promene su napravljene i u tradicionalnom 11v11 modu, gde su napravljeni novi potezi u slučajevima kada je igrač 1-na-1 sa golmanom. Nove mehanike su napravljene i u izvođenjima penala i slobodnih udaraca. VOLTA fudbal uključuje i 17 lokacija, gde svaka pruža jedinstveno iskustvo. Fudbalski tereni mogu biti u hangarima, na trgovima, parkinzima, na krovovima zgrada. Igrač takođe može da se takmiči u Amsterdamu, Barseloni, Berlinu, Buenos Ajresu, Kejptaun-u, Lagosu, Londonu, Los Anđelesu, Meksiko Sitiju, Njujorku, Parizu, Rio De Žaneiru, Rimu i Tokiju Komentatori su ponovo Martin Tajler i Alan Smit kao i alternativni Derek Re i Li Dikson za sva ostala takmičenja, i ovaj put i sa Alanom MekInalijem, koji obaveštava o rezultatima drugih utakmica. Ultimativni tim pored aktuelnih igrača, ima i 88 bivših igrača. Didje Drogba, Garinča, Pep Gvardiola, Kaka, Ronald Kuman i Andrea Pirlo su samo neki od 15 novih „ikonskih” igrača. Dva nova moda za igranje Ultimativnog tima su Kralj planine i Misteriozna lopta. U Ultimativnom timu se takođe nalaze i novi dresovi koji podržavaju kampanju Premijer Lige protiv rasizma.

## Mod karijera
Mod za karijeru ima velike novosti, uglavnom u modu za Menadžere. Novi dodaci uključuju potpuno interaktivne konferencije za štampu i razgovore sa igračima kao i poboljšani sistem morala za igrače na koji utiču individualna statistika i statistika tima.
Licence u igrici se nalaze za više od 30 liga, preko 700 klubova i preko 17000 igrača. Po prvi put je u FIFA 20 i Rumunska Liga I i 14 timova koji se nalaze u njoj, kao i Klub iz UAE, Al Ain, koji je dodat u igricu zbog čestih zahteva navijača iz tog regiona. Juventus, Boka Juniors i River Plejt su u FIFI 20 pod drugim imenom nakon što su potpisali ekskluzivan ugovor sa eFootball PES 2020 i zato su u igrici pod imenima Piemonte Calcio, Buenos Aires i Núñez. FIFA 20 je zadržala prava za UEFA Ligu šampiona, UEFA Ligu Evrope i UEFA superkup kao što je viđeno u FIFA 19. Ugovor uključuje autentično emitovanje i posebne komentatore. Dodatno, Kopa libertadores, Kopa sudamerika i Rikopa sudamerika će biti u igrici preko update-a koji će stići u martu 2020.